# Flagge Sabas
Die Flagge Sabas wurde am 6. Dezember 1985, dem Feiertag der niederländischen Karibikinsel Saba, zum ersten Mal in Gebrauch genommen. Zuvor war ausschließlich die Flagge der damaligen Niederländischen Antillen verwendet worden, während von 1985 bis zur Auflösung des Verbundes im Jahr 2010 meist beide Flaggen nebeneinander gehisst wurden.
Der Entwurf stammt von Daniel Johnson, einem damals 18 Jahre alten Einwohner der Insel. Johnsons Entwurf hatte sich gegen 130 andere eingegangene Vorschläge durchgesetzt.
Die Flagge zeigt einen goldenen Stern auf weißem Grund, mit roten Dreiecken in den oberen, sowie blauen Dreiecken in den unteren Ecken. Die Farben rot, weiß und blau sollen zum einen in ihrer Gesamtheit die Verbundenheit zu den Niederlanden betonen. Zum anderen haben die Farben weitere, einzelne Bedeutungen: So steht das rot für die Eigenschaften Mut, Einheit und Entschlossenheit, während das blau das Meer symbolisieren soll. Für das weiß war ursprünglich keine gesonderte Bedeutung vorgesehen, aktuellere Interpretationen sehen die Farbe jedoch als Friedenssymbol. Der Stern im Zentrum der Flagge steht für die Saba selbst, seine goldene Farbe soll die Kostbarkeit der Insel betonen.